# Echenais timandra
Echenais timandra är en fjärilsart som beskrevs av Jean Baptiste Godart 1824. Echenais timandra ingår i släktet Echenais och familjen Riodinidae. Inga underarter finns listade i Catalogue of Life.